# 이토선
이토선(일본어: 伊東線 이토센[*])은 동일본 여객철도의 철도 노선 가운데 하나이다. 일본 시즈오카현 아타미시에 있는 아타미역과 이토시에 있는 이토역을 잇는다.

## 역사
- 1935년 3월 30일: 아타미 ~ 아지로 구간이 개통.
- 1938년 12월 15일: 아지로 ~ 이토 구간이 개통.
- 1968년 9월 9일: 아타미 ~ 기노미야 구간을 복선화.
- 1987년 4월 1일: 동일본 여객철도에 이관.

## 운행 형태
대부분 열차가 도카이도 본선(도카이도 선) 도쿄역까지 혹은 이즈 급행 선 이즈큐시모다역까지 직결 운행된다. 보통 열차는 도카이도 선 혹은 이즈 급행 선에 직결 운행된다.
오도리코 호 열차는 이토 선을 거쳐 도카이도 선 도쿄 방면과 이즈 급행 선을 잇는다.

## 차량
- 185계(오도리코 호)
- 211계(보통 열차)
- E231계(보통 열차)
- 251계(오도리코 호)
- 이즈 급행 2100계(오도리코 호, 보통 열차)
- 이즈 급행 8000계(보통 열차)

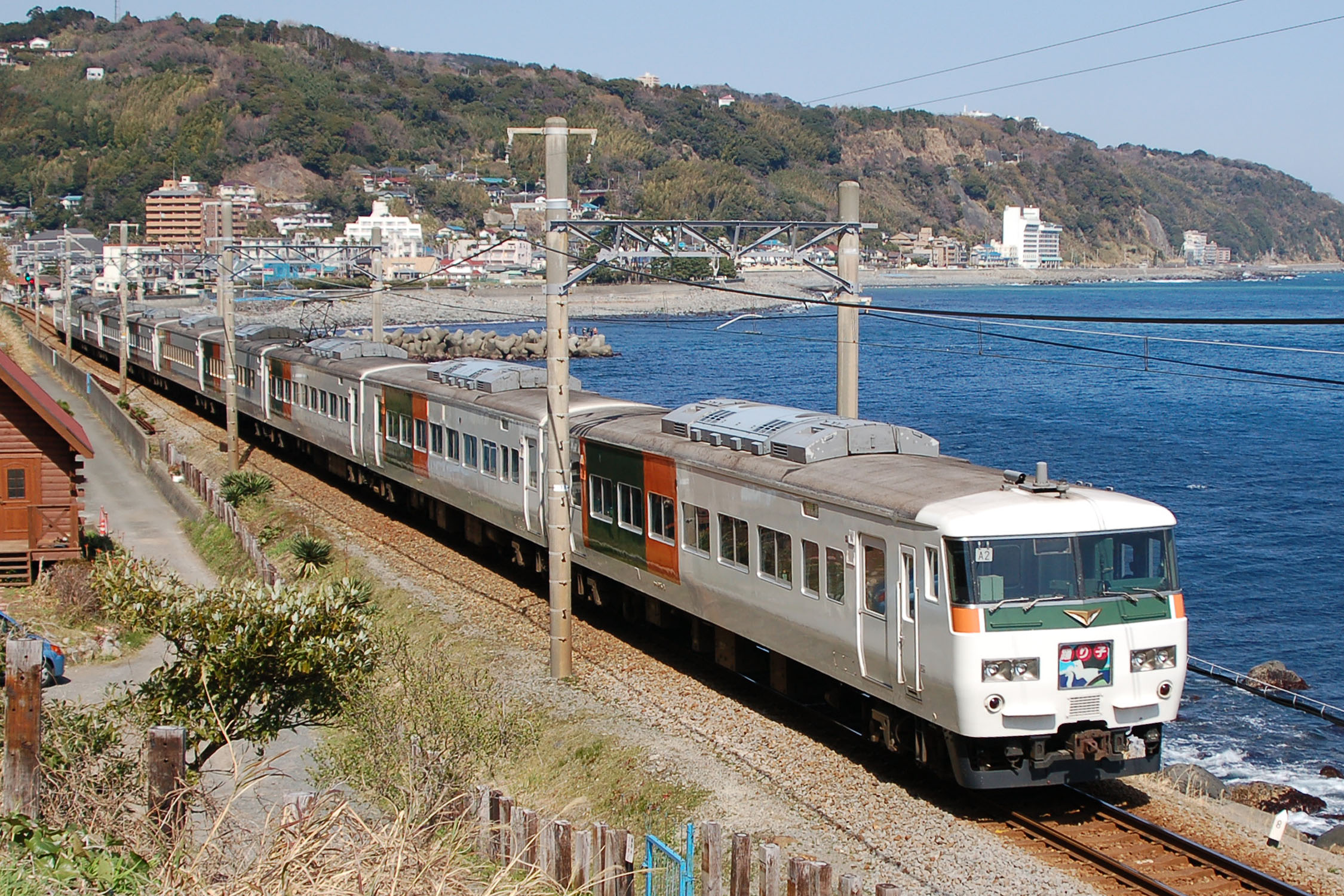
185계
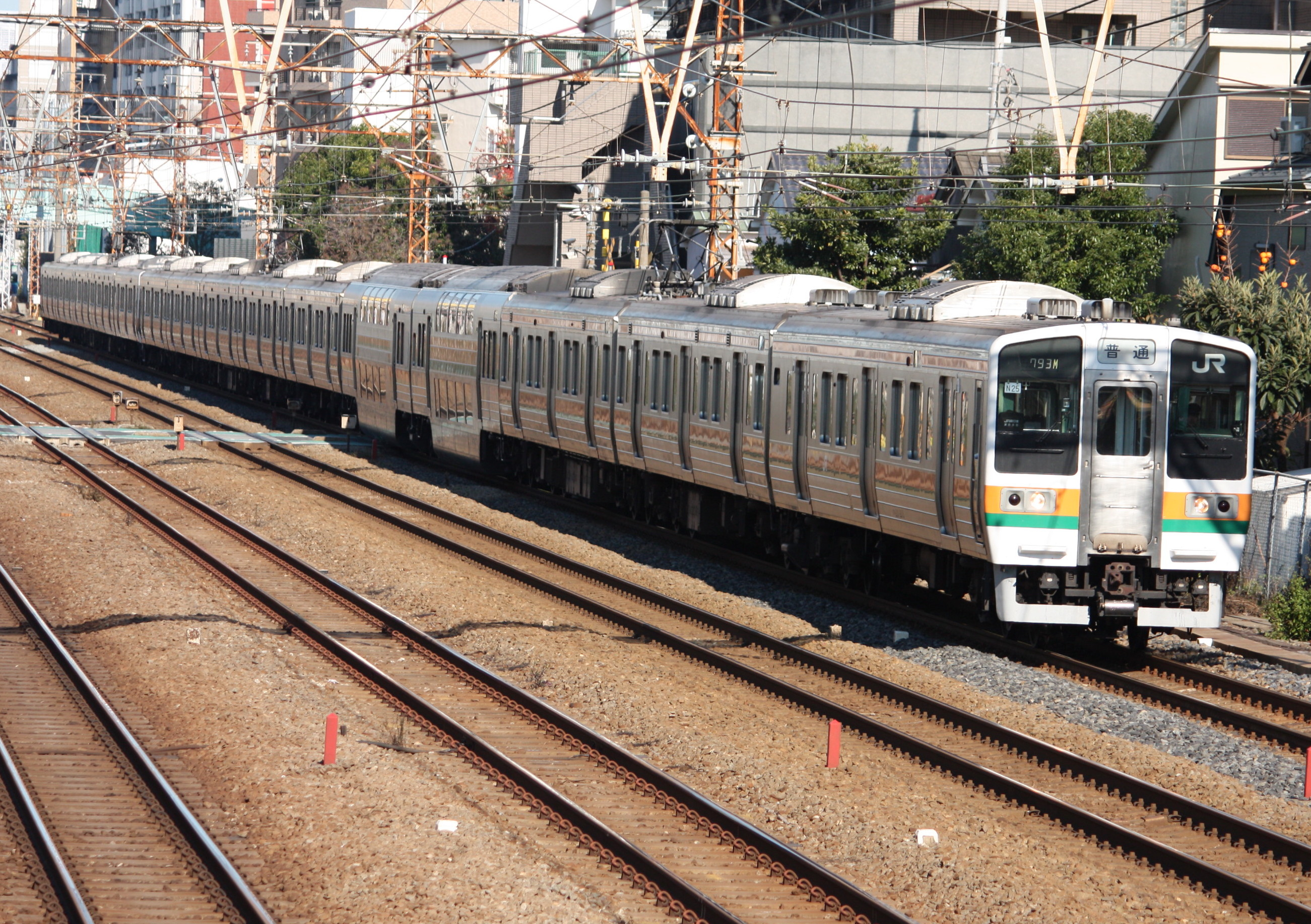
211계
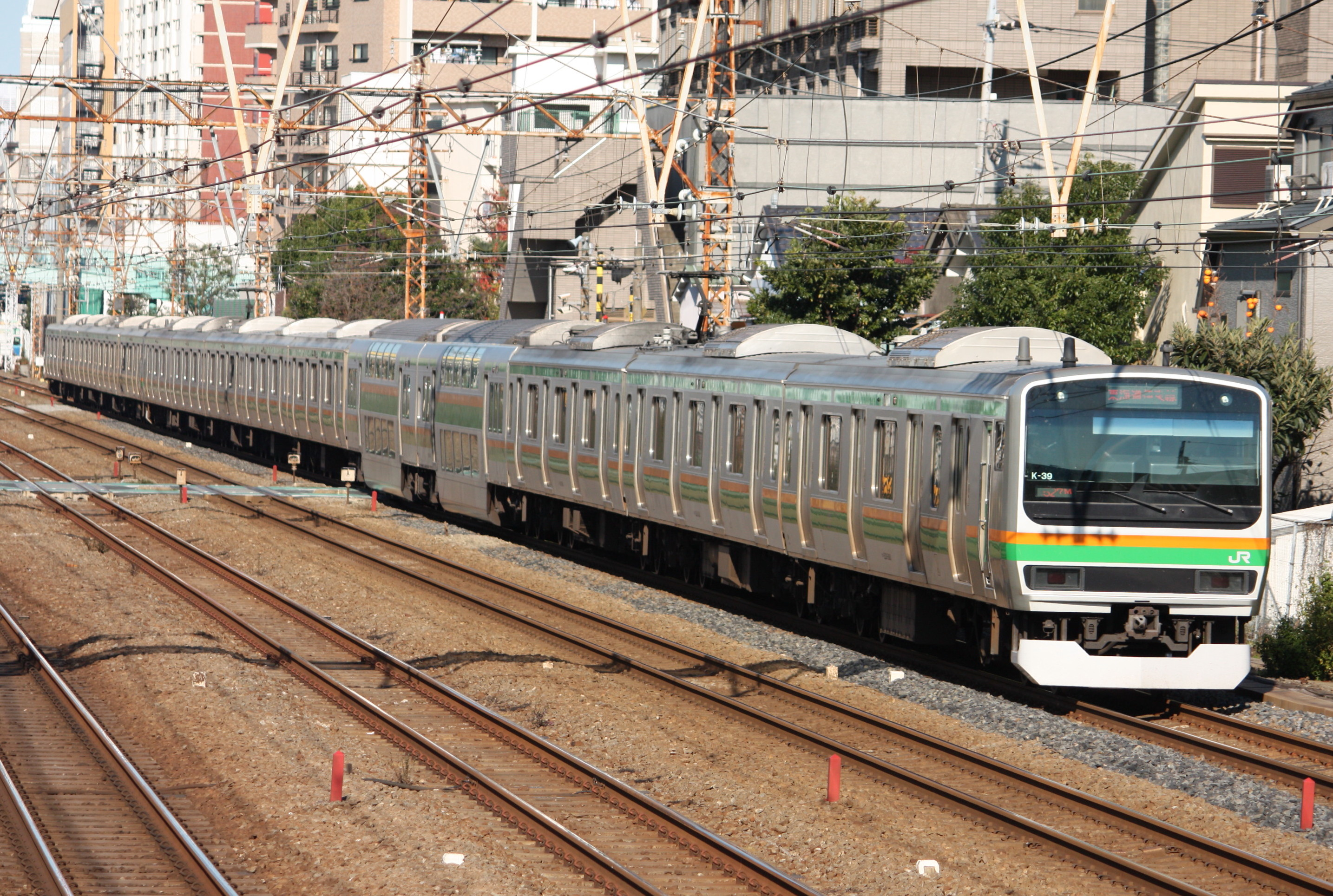
E231계
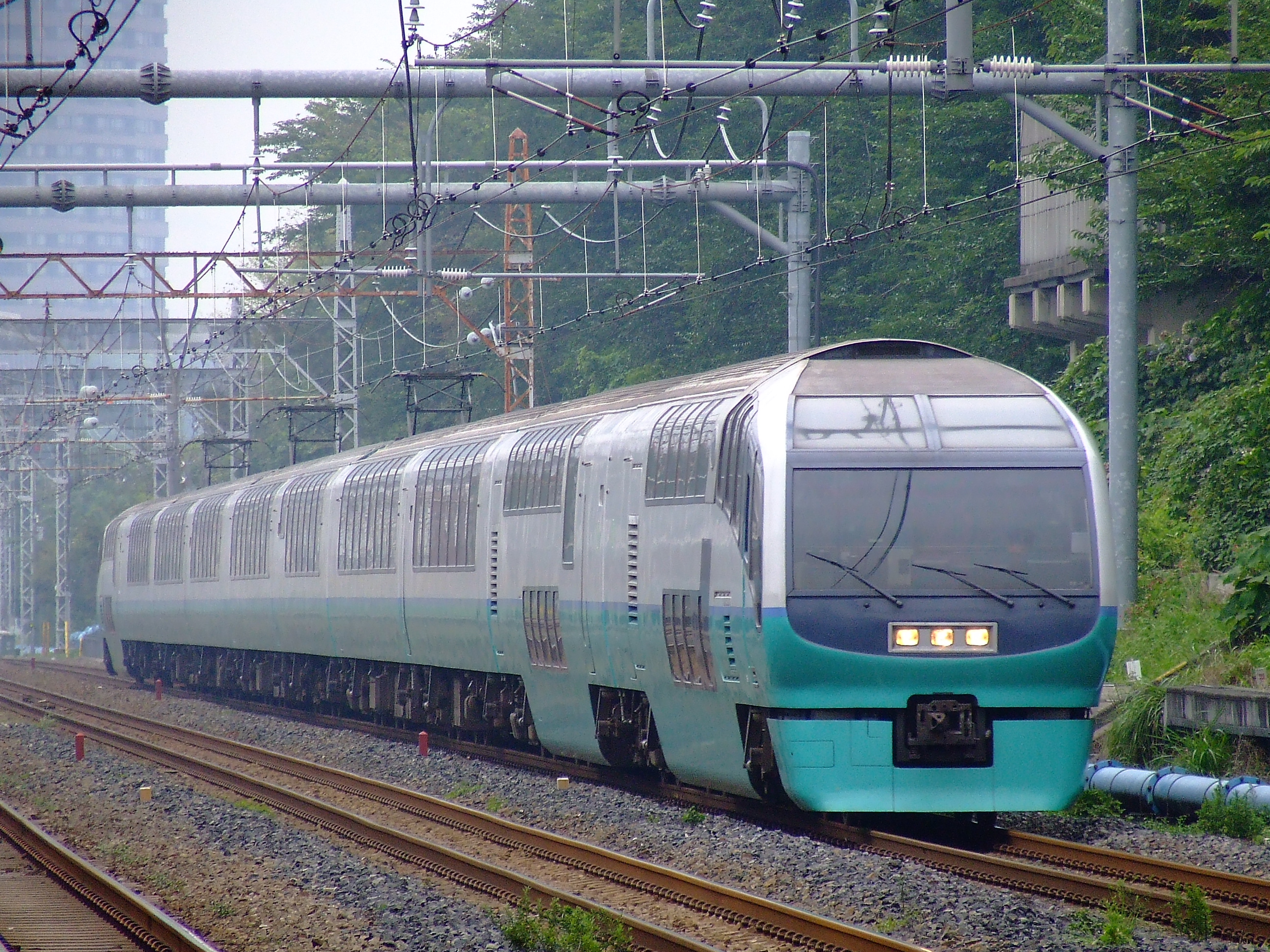
251계
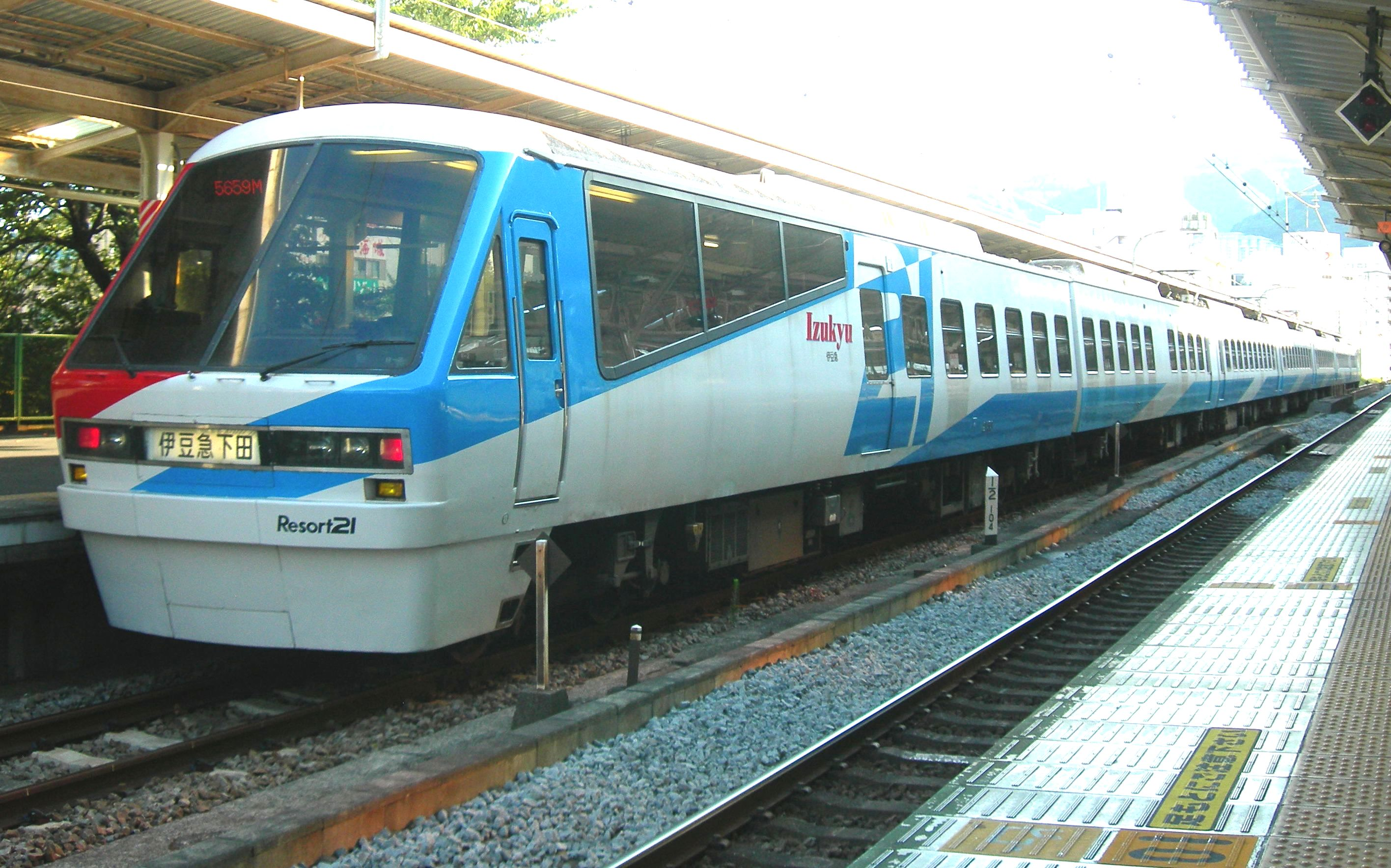
이즈 급행 2100계
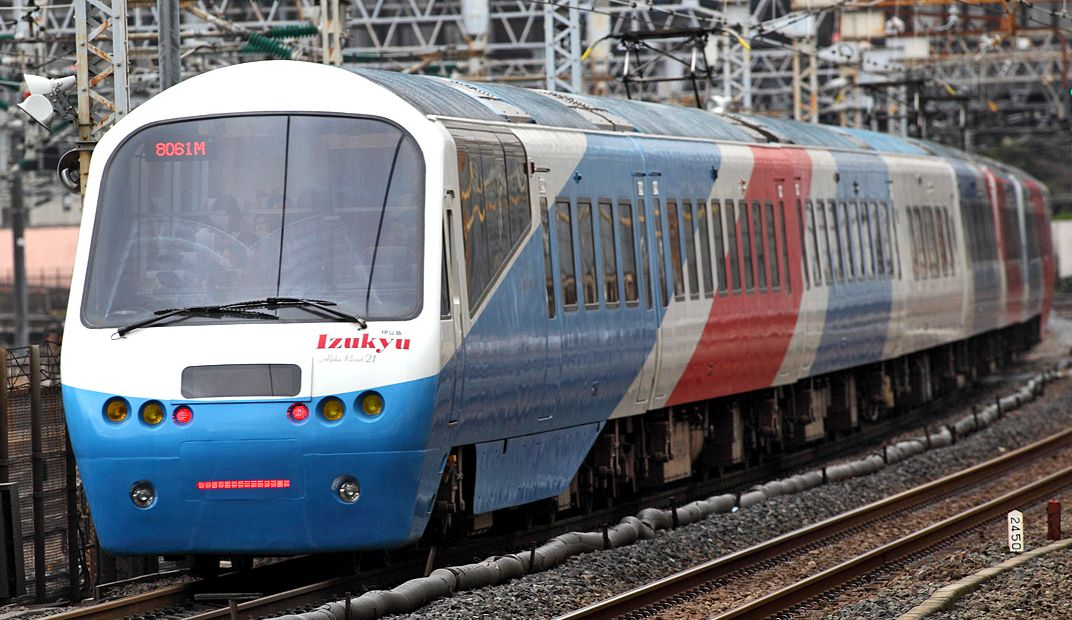
이즈 급행 2100계
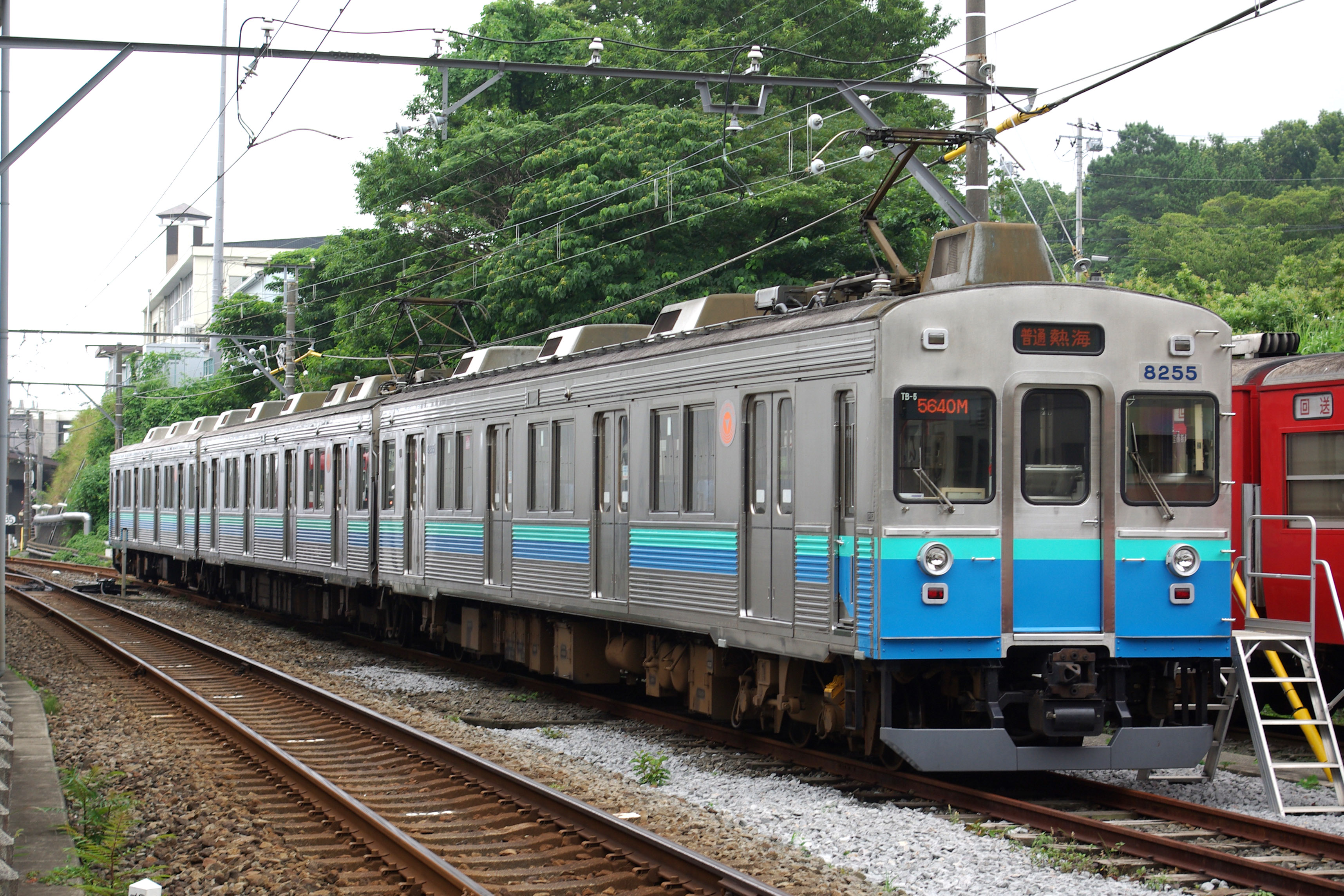
이즈 급행 8000계

## 역 목록
| 역 번호 | 역 이름  | 일본어 이름 | 영업 거리 (km) | 접속 노선                                                                                                | 소재지     | 소재지                                                     |
| ------- | -------- | ----------- | -------------- | --- | ---------- | ---------------------------------------------------------- |
| JT 21   | 아타미   | 熱海        | 0.0            | 도카이도 본선(도쿄역까지 직결 운행 있음) 도카이도 신칸센(도카이 여객철도) 도카이도 본선(시즈오카역 방면) | 시즈오카현 | 아타미시                                                   |
| JT 22   | 기노미야 | 来宮        | 1.2            | | 시즈오카현 | 아타미시                                                   |
| JT 23   | 이즈타가 | 伊豆多賀    | 6.0            | | 시즈오카현 | 아타미시                                                   |
| JT 24   | 아지로   | 網代        | 8.7            | | 시즈오카현 | 아타미시                                                   |
| JT 25   | 우사미   | 宇佐美      | 13.0           | 이토시                                                                                                   | 시즈오카현 |                                                            |
| JT 26   | 이토     | 伊東        | 16.9           | 이토시                                                                                                   | 시즈오카현 | 이즈 급행 이즈 급행 선 (이즈큐시모다역까지 직결 운행 있음) |